# Jacques-Emile Sontag

Jacques-Emile Sontag, 1910

Jacques-Emile Sontag (* 6. Juni 1869 in Dinsheim; † 31. (27.) Juli 1918 in Urmia) war lateinischer Erzbischof von Isfahan mit Sitz in Urmia.
Der Sohn des François Xavier Sontag (1824–1899) und der Marie Anne Bering entstammt einer kinderreichen katholischen Bauernfamilie des Elsass, die nach dessen Anschluss an Deutschland nach Frankreich übersiedelte. 1883 schloss er sich den Lazaristen an und erhielt seine Gymnasial- und Seminar-Ausbildung im Gard und in Paris. Am 8. Juni 1895 wurde er zum Priester geweiht und trat seinen Dienst zunächst in Urmia an. 1897 übernahm er die Leitung der Lazaristen-Niederlassung in Teheran. Nach dem Tod von François Lesné 1910 wurde Sontag zum Apostolischen Delegaten in Iran sowie zum lateinischen Erzbischof von Isfahan ernannt und empfing am 28. August 1910 in Paris die Bischofsweihe. Er ließ sich gleich seinem Vorgänger in Urmia, in der Nähe des katholischen Christenzentrums Salamas, nieder.
Dort erlebte er in den Folgejahren die kriegerischen Auseinandersetzungen zwischen Russen, Türken, Kurden und Assyro-Chaldäern. Im Juli 1918 besetzten türkische und kurdische Truppen Urmia. Sontag weigerte sich, die als Flüchtlingsunterkunft dienende Missionsstation und Kathedrale marodierenden Kurden zu übergeben. Bei ihrer folgenden gewaltsamen Aneignung wurden er, drei weitere Patres und Hunderte von Flüchtlingen erschossen, anschließend die christliche Bevölkerung Urmias getötet, verschleppt oder zur Flucht gezwungen. 
Der eingeleitete Seligsprechungsprozess wurde nicht erfolgreich abgeschlossen.